# Canterbury Museum
Le Canterbury Museum est un musée du centre de Christchurch en Nouvelle-Zélande. Le musée est fondé en 1867 par Julius von Haast qui en a été le premier directeur et collectionneur. Le musée prend son nom de la région de Canterbury. Le musée est classé comme "Historic Place - Category I " par Heritage New Zealand.